# Lijst van spelers van El Tanque Sisley
Deze lijst omvat voetballers die bij de Uruguayaanse voetbalclub El Tanque Sisley spelen of gespeeld hebben. De namen van de spelers zijn alfabetisch gerangschikt.

## A
- Junior Aliberti
- Atilio Álvez
- Gabriel Álvez
- Ricardo Aparicio
- Sebastián Aset
- Carlos Avelino

## B
- Jair Baylón
- Andrés Bazzano
- Oscar Berrueta
- Mathías Buongiorno

## C
- Sergio Cabral
- Matías Cabrera
- Matias Cabrera
- Maximiliano Callorda
- Fernando Camacho
- Rodrigo Canosa
- Rafael Cereijo
- Walter Coelho
- Gabriel Corral
- Gonzalo Curbelo

## D
- Oscar Dastés
- Sebastián Diana
- Guillermo Díaz
- Pablo Difiori

## E
- Leandro Ezquerra

## F
- Antonio Fernández
- Caue Fernández
- Gastón Ferrero
- Julio Ferrón
- Gonzalo Fontana

## G
- Sebastián Gaitán
- Victor Galain
- Bruno Giménez
- Martin Góngora
- Esteban González
- Ignacio González
- Julio Gutiérrez
- Hugo Guerra

## H
- Antoine Helha
- Ernesto Hernández

## L
- Christian Latorre
- Jair Lemos
- Gabriel López
- Nicolás Lopez
- Rodolfo López

## M
- Gastón Machado
- Gastón Martínez
- Nicolás Massia
- Javier Méndez
- Gonzalo Merlo
- Juan Manuel Morales
- Mathías Morales
- Pablo Munhoz
- Pablo Muñiz
- Miguel Murillo

## N
- Leonardo Novo

## O
- Luis Oyarbide

## P
- Iván Pailós
- Sebastián Palermo
- Miguel Paniagua
- Martín Paradiso
- Walter Peletti
- Pablo Pereira
- Nicola Pérez
- Selmar Pintos
- Gonzalo Pizzichillo

## Q
- Ricardo Queiro

## R
- Darwin Ramírez
- Gonzalo Ramirez
- Venancio Ramos
- Alejandro Rodríguez
- Daniel Ruiz
- Lucas Ruiz Díaz

## S
- Mathias Saavedra
- Rodrigo Sanguinetti
- Alberto Silva
- André Skiadas

## T
- Diego Taramasco
- Juan Toya
- Alejandro Traversa

## V
- Federico Velázquez
- Gonzalo Vicente